# 井上剛 (SF作家)
井上剛（いのうえ つよし、1964年 -）は、日本の作家。日本SF作家クラブ会員。

## 経歴
京都大学文学部卒業。大阪府の「創作サポートセンター（エンターテインメントノベル講座）」に学ぶ。2001年、『マーブル騒動記』で第三回日本SF新人賞の大賞を受賞しデビュー。

## 著作リスト

### 書籍
- 『マーブル騒動記』（徳間書店、2002年6月発行）(ISBN  4-19-861527-6)
- 『死なないで』（徳間書店、2003年6月発行）(ISBN  4-19-861694-9) / 文庫版（徳間文庫、2010年8月発行）(ISBN  978-4-19-893203-9) / 文庫新装版（徳間文庫、2019年10月発行）（ISBN 4-19-894506-3）
- 『響ヶ丘ラジカルシスターズ』（ソノラマ文庫、2004年3月発行）(ISBN 4-25-777029-5)
- 『悪意のクイーン』（2014年2月発行）徳間書店 (ISBN 978-4-19893791-1)
- 『きっと、誰よりもあなたを愛していたから』（徳間文庫、2019年9月発行）（ISBN 4-19-894497-0）

### アンソロジー収録作品
- 「間抜け」 - 『物語のルミナリエ 異形コレクション』（光文社文庫、2011年12月）収録
- 「生き地獄」 - 『SF宝石 すべて新作読み切り! 2015』（光文社、2015年8月）収録
- 「生き地獄」(再録) - 『ショートショートの宝箱 3』（光文社文庫、2019年10月）収録

### 雑誌掲載作品
小説
- 「マーブル騒動記」 - 『SFJapan』2002年春季号 (vol.04)
- 「2052年から来た男」『読売新聞』（大阪本社版）2002年11月25日号（大阪発刊50周年記念号)
- 「泥縄市政総括庁死亡管理課」 - 『小説宝石』2003年2月号
- 「メイ」 - 『SFJapan』2003年春季号(vol.07)
- 「家づくりショートストーリーズ」 - パナホーム株式会社会員制サイト「e-panahome」2003年11月
- 「愛ちゃんはご機嫌ななめ」『SFJapan』2004年春季号 (vol.09)
- 「外出不能家族」 - 『小説現代』2004年5月号
- 「金のなる木」 - 『SFJapan』2007年夏季号
- 「石橋係長の華麗なる聖夜」 - 『問題小説』2008年12月号
- 「予讐の時間」 - 『問題小説』2009年10月号
- 「観光を敢行せよ!」 - 『問題小説』2010年8月号
- 「夢の中から」 - 『SFJapan』2011年春季号（イラスト先行小説）

エッセイ
- 「賞と顔」 - 『公募ガイド』2002年3月号
- 「NEWWAVE」(インタビュー記事) - 『日刊現代』2002年7月29日号
- 「読書日記」 - 『日刊現代』2002年10月15日号
- 「bookmark」 - 『小説現代』2003年9月号